# Вишвакарман
Вишва́карман (санскр. विश्वकर्मन्, IAST: viśvakarman, «творец всего») — в индуистской мифологии божественный мастер, творец Вселенной.
Впервые Вишвакарман упомянут уже в «Ригведе», где ему посвящено два гимна (РВ Х, 81; Х, 82), автором которых выступает он сам.
Само слово «Вишвакарман» в значении «Творец всего» как эпитет применяется в «Ригведе» по отношению к Индре (РВ VIII, 98, 2) и к Сурье (РВ X, 170, 4), а позднее и к Праджапати в «Ваджасанейи-самхите». У Вишвакармана также прослеживаются связи с Тваштаром. В «Атхарва-веде» и «Шатапатха-брахмане» иногда отождествляется с Праджапати. Сам Вишвакарман со времён Вед именуется также как Бхаувана, то есть сын Бхуваны.
Вишвакарман охватывает всё своим взглядом, именуется «отцом глаза», так как руководит внутренним видением риши; у него есть глаза, лицо, руки, ноги, крылья. Он упоминается как риши, хотар, «отец наш», родитель, повелитель речи, щедрый покровитель, быстрый как мысль, очень мудрый и сильный, наделитель и учредитель. Вишвакарман всем дарит блага, помогает людям, дает имена богам, знает все состояния и всех существ. Он выступает как плотник, когда вытёсывает небо и землю, или как кузнец, сплавляя всё вместе. Вишвакарман породил землю и открыл небо; совершая сей космогонический акт, он выступает как жертвователь, принося в жертву мироздание, и как сама жертва, так как жертвует своим собственным телом. В «Атхарва-веде» именно он протягивает в заклинании жертву, на которую потом сходят боги. «Айтарея-брахмана» рассказывает, что Кашьяпа проводил посвящение Вишвакармана, а как дар мудрецу тот отдал Землю, но та не согласилась пойти на это.
Сюжеты с участием Вишвакармана начинают проявляться в эпосе и пуранах, при этом его космогоническая роль демиурга низводится до звания искусного зодчего и божественного ремесленника. Он наследует функции ведийского Тваштара, а имя последнего часто используется как обозначение именно Вишвакармана.
Среди созданных им творений находятся город Ланка, построенный в «Рамаяне» для ракшасов, дворцы для Куберы, Варуны, Гаруды и Агастьи, колесница Пушпака для того же Куберы, колесница Сомы, которую заполучил Арджуна, лук Виджая для Индры, многочисленное оружие для богов, но наиболее известное его творении это лук Шарнга для Вишну. Также Вишвакарман создал апсару Тилоттаму. Он открыл людям Стхапатья-веду, науку архитектуры и механики.
Вишвакармана в послеведийский период считают сыном Прабхасы и Варастри (Йогасиддхи), сестры Брихаспати. Его сын Нала является обезьяним строителем, а дочь Санджна замужем за Сурьей. Когда Вишвакарман узнал, что его дочь не в силах вынести сияние своего мужа, он поместил солнце на свою наковальню и удалил восьмую часть блеска Сурьи. Фрагменты от этой восьмой части сияния упали на землю, и Вишвакарман сделал из них диск Вишну, трезубец для Шивы, оружие для Куберы, копьё для Сканды. Другие дочери Вишвакармана это Читрангада (от Гхритачи), Сурупа и Бархишмати.